# 出世魚
出世魚（しゅっせうお）とは稚魚から成魚までの成長段階において異なる名称を持つ魚。江戸時代までは武士や学者には元服および出世などに際し改名する慣習があった。その慣習になぞらえ「成長に伴って出世するように名称が変わる魚」を出世魚と呼ぶ。「縁起が良い魚」と解釈されて門出を祝う席など祝宴の料理に好んで使われる。ブリ・スズキ・ボラなどが代表的。

## 由来
同種の魚を異なる名称で呼ぶ理由にはいくつかあるが、大きさや外見の違い・生息域や生態の変化などがある。例えば、成長の早い魚類では、生まれた当年の魚、2年目の魚、3年目の魚…が、同じ時期に漁獲されると、それぞれ体の大きさが一回り以上異なるので、それらを大きさで明確に識別できることがある。この際、それらの用途や味など商品価値が異なる場合は同じ名称で呼ぶと混同してしまう恐れがある。逆に年齢が違うだけで同種か別種か識別が難しい場合もある。どちらの場合も漁業や流通の現場では同種か別種かを識別する必要があるとは限らないので便宜的に異なる名称で呼ぶ場合がある。
出世魚の場合、学術的な用途で通常用いられる標準和名は、その魚がいくつか持つ名称のうちの一つで成熟した時（成魚）の名称である場合が多い。それ以外の成長段階の名前では、和名を決めるといった「名前の統一化」が行われていないので、それぞれの名称は地方によって異なる場合が多い。

## 出世魚の代表例

### ブリ
ブリは、条鰭綱 スズキ目 アジ科に属する魚。「ぶり はまち、元はいなだの出世魚」という川柳がある。
- 代表的な呼び名
  - モジャコ：6〜7cmくらいまで
  - ワカシ：15cmくらいまで
  - イナダ：40cmくらい（夏に旨い）
  - ワラサ：60cmくらい
  - ブリ：90cm以上（夏は味が落ちる）
- 関東：ワカシ → イナダ → ワラサ → ブリ
- 関西：ツバス → ハマチ → メジロ → ブリ
- 東北：ツベ → イナダ → アオ → ブリ
- 下北地方：フクラギ → イナダ → ワラサ → ブリ
- 北陸：ツバエリ → コズクラ → フクラギ → アオブリ → ハナジロ → ブリ
- 富山県：ツバイソ → コズクラ → フクラギ → ガンド → ブリ
- 長野県：イナダ → ハマチ → ブリ
- 山陰：ショウジゴ → ワカナ → メジロ → ハマチ → ブリ
- 四国・山口県・広島県：ヤズ → ハマチ → ブリ
- 九州：ワカナゴ → ヤズ → ハマチ → メジロ → ブリ → オオウオ

### スズキ
スズキは、条鰭綱 スズキ目 スズキ科に属する魚。
- セイゴ → フッコ → スズキ → オオタロウ
- 関西：セイゴ → ハネ → スズキ
- 東海：セイゴ → マダカ → スズキ
  - 宮城県では小型のものを特にセッパと呼ぶ。
  - また、ヒラスズキの幼魚をヒラセイゴなどと言ったりもする（ヒラハネはあまり聞かれない）。

### ボラ
ボラは、条鰭綱 ボラ目 ボラ科に属する魚。
- 代表的な呼び名
  - オボコ（スバシリ） → イナ → ボラ → トド

### マイワシ
イワシは、 条鰭綱 ニシン目 ニシン科に属する魚。
- 代表的な呼び名
  - シラス → カエリ → コバ → チュウバ → オオバ
    - シラス：白子、稚魚、1cm未満（マシラスとも）
    - カエリ：若魚、数cm（アオコ、ヒラゴとも）
    - コバ（小羽）：10cm前後
    - チュウバ（中羽）：15cm前後
    - オオバ（大羽）：20cm前後

### コノシロ
コノシロは、条鰭綱 ニシン目 ニシン科に属する魚。
- 代表的な呼び名（関東）
  - シンコ：4 - 5センチメートル
  - コハダ：7 - 10センチメートルぐらい
  - ナカズミ：13センチメートル程度
  - コノシロ：15センチメートル以上
- その他の地域での若魚の名前として、ツナシ（関西地方）、ハビロ（佐賀県）、ドロクイ、ジャコ（高知県）などがある。

### その他
- マグロ - マグロは名前は変わるが出世魚とは呼ばない。サワラ、ウナギ、カンパチ、サケなども同様。[要出典]
- コイ - コイは登竜門の伝説から出世魚と呼ばれることもあるが名前が変わるわけではない。

## 日本国外の例
- アリストテレス：「バレロンの雑魚」
- イギリスのサケ